# Parafia św. Brata Alberta w Sochaczewie
Parafia św. Brata Alberta Chmielowskiego – parafia rzymskokatolicka  znajdująca się w dekanacie Sochaczew – św. Wawrzyńca w diecezji łowickiej w metropolii łódzkiej.

## Historia parafii
Parafia św. Brata Alberta powstała dzięki staraniom ks. Infułata Franciszka Łupińskiego. W latach 90. XX wieku zakupiona została działka pod budowę świątyni. Pracownia architektoniczna inż. Mieczysława Gliszczyńskiego z Warszawy wykonała projekt, który zakłada wykonanie kościoła jednonawowego na planie krzyża w stylu nawiązującym do gotyku, z jedną wieżą oraz wolno stojącego domu parafialnego. Plac pod budowę poświęcił 9 września 2001 bp Alojzy Orszulik. Rozpoczęcie budowy nastąpiło 3 kwietnia 2002, a w październiku oddano do użytku kaplicę i zaplecze kościoła. 30 czerwca wmurowano kamień węgielny poświęcony przez papieża Jana Pawła II w Łowiczu pod budowę świątyni. Darem dla nowej parafii był dzwon ważący 800 kg, z wizerunkiem św. Brata Alberta i Jana Pawła II. 26 grudnia 2002 podczas mszy św. bp łowicki poświęcił nową kaplicę oraz erygował parafię i mianował proboszcza, którym został dotychczasowy wikariusz macierzystej parafii ks. mgr Zbigniew Żądło. W 2009 ukończono prace na zewnątrz kościoła oraz oddano wybudowaną plebanię do użytku. 18 czerwca 2011 konsekrowano kościół i poświęcono ołtarz. Mszę św. poprowadził bp łowicki Andrzej Dziuba. 16 czerwca 2013 w czasie mszy poprowadzonej przez bpa Andrzeja Dziubę uroczyście wprowadzono relikwie św. Brata Alberta i umieszczono je w kaplicy bocznej kościoła.

## Odpust i imprezy
- 17 czerwca – odpust parafialny
- Pierwsza niedziela wakacji – Festyn Rodzinny
- 26 grudnia – Rocznica Erygowania Parafii

## Grupy parafialne
Oaza Młodzieżowa, schola młodzieżowa i dziecięca, chór parafialny, ministranci, Koła Żywego Różańca.